# Ladislas de Hoyos
Pour les articles homonymes, voir Hoyos.
Ladislas de Hoyos, né le 27 mars 1939 à Ixelles (Belgique) et mort le 8 décembre 2011 à Seignosse (Landes), est un journaliste français.
Il a notamment travaillé pour TF1, chaîne pour laquelle il présentait les journaux du week-end. Un des hauts faits de sa carrière est d'avoir démasqué en 1972 en Bolivie le criminel de guerre nazi Klaus Barbie, « le boucher de Lyon » et tortionnaire de Jean Moulin, qui se cachait dans ce pays sous la fausse identité de Klaus Altmann.

## Biographie
Ladislas de Hoyos, issue d'une famille de la noblesse austro-hongroise, les comtes de Hoyos, naît le 27 mars 1939 à Ixelles, dans la région de Bruxelles-Capitale.

### Journaliste àFrance-Soir
Ladislas de Hoyos fait ses débuts comme journaliste à France-Soir en 1960.  Il couvre l'enquête sur l’un des plus grands faits divers des années 1960, qui démarre après que, à Saint-Cloud, on vient d'enlever Éric Peugeot, le petit-fils du constructeur automobile, ensuite libéré contre rançon.  
C’est la première fois que la France suit un rapt d’enfant à travers une large couverture médiatique, un crime qui fait réfléchir sur les pouvoirs de la littérature, car c’est en lisant un roman de la collection « Série noire » de Gallimard que les ravisseurs ont eu cette idée : la lettre de rançon répète mot pour mot celle qui se trouve en quatrième de couverture de Rapt, écrit par l’Américain Lionel White.

### Journaliste de télévision et de radio
En 1971, Ladislas de Hoyos entre à l'ORTF puis, après son éclatement, à TF1 comme correspondant à Londres entre 1974 et 1976 avant de devenir grand reporter. En 1972, il contribue à l'identification et l'arrestation de Klaus Barbie, ancien chef de la Gestapo de Lyon. Une étude approfondie de documents fournis par les autorités allemandes avait en effet permis aux époux Klarsfeld de l'identifier comme vivant en Bolivie sous la fausse identité de Klaus Altmann. Le gouvernement bolivien, hésitant, prend finalement la décision d'arrêter le fugitif. Il est détenu pendant huit mois dans une prison de La Paz en attendant la décision de la Cour suprême bolivienne sur la demande d’extradition du gouvernement français. Il conteste être Klaus Barbie. L'affaire est médiatisée. Avec le cadreur Christian Van Ryswyck, Ladislas de Hoyos se rend sur place pour l'interviewer. Au cours de l'entretien filmé, il lui pose quelques questions en allemand, et lui présente une photographie du résistant Jean Moulin. L'interviewé se saisit du cliché et répond qu'il ne connaît pas cette personne, sans se rendre compte qu'il y a laissé ses empreintes digitales. Celles-ci sont par la suite analysées et permettent de démasquer formellement Klaus Barbie. Par la suite, revenu en France avec le film de l'interview, Ladislas de Hoyos assistera à l'intégralité du procès de Klaus Barbie pour crimes contre l'humanité en 1987 à Lyon.
Nommé rédacteur en chef du journal de 20 heures et du week-end, il présente le Journal de la nuit entre 1984 et 1989. En 1990, il présente les journaux de 13 heures[réf. nécessaire] et de 20 heuresdu week-end. Comme Roger Gicquel auparavant, il commence son édition par un « point de vue ».
En août 1991, il est évincé de la présentation des journaux du week-end de TF1 au profit de Claire Chazal.
Entre 1997 et 1999, il présente sur France Inter l'émission quotidienne consacrée à l'histoire intitulée Les Jours du siècle.

### Élu local
En 2000, retraité, il s’installe à Seignosse, dans les Landes, où il venait fréquemment en vacance. Il se présente aux élections municipales de mars 2001 dans la commune. Il est élu maire, mandat qu’il occupe pendant plus de dix ans (il est réélu en 2008), jusqu’à sa mort.

### Mort
Ladislas de Hoyos meurt le 8 décembre 2011 d'un cancer à Seignosse où il est enterré.

## Distinction
- Chevalier de la Légion d'honneur (juillet 2006).

## Présentateur de télévision
- 1984-1989 : Journal de la nuit (TF1)
- 1987-1988 : Bonjour la France, bonjour l'Europe (TF1)
- 1990-1991 : Journaux de 13 heures et 20 heures (TF1)

## Publications
- Barbie, Paris, Robert Laffont, 1984 (ISBN 2221012372).
- Scoops et Flops !, Paris, éditions Yago, 2009 (ISBN 9782916209524)